# زكري بن سعيد زكرياء
اِسمه الكامل زكري بن سعيد بن إسماعيل بن عدُّون زكرياء (1269هـ/ 1852م - 1367هـ / 26 مارس 1948م) و يُعَرف بزكري وسعيد.

## النشأة
نشأ يتيما في أحضان جدِّه إسماعيل ببني يسجن في مزاب، وعنه تلقَّى مبادئ العلم والمعرفة، ثمَّ تعلَّم عند الشيخ اطفيش القطب ما بين سنتيْ 1314-1320هـ/ 1896-1902م، وكان كبير السنِّ آنذاك.

## حياته
اِشتغل بالتجارة في مدينة قالمة، وكان لسداد رأيه وشخصيته رئيس الجماعة الميزابية بقالمة وسوق اهراس، وكان يتولَّى الفصل في القضايا الخلافية بين التجَّار الميزابيين، كما يتولَّى جرد وتقويم دكاكينهم، واستخراج زكواتهم على الوجه الشرعي.
حنَّكته التجارب في الشمال، وفي ميزاب، وتمرَّس على السياسة وحسن الحوار، فكان أحد الزعماء السياسيين الميزابيين، إليه يُرجع في القضايا والمشاكل البسيطة أو العظيمة، الفردية أو العائلية، الاجتماعية أو السياسية، المحلية أو الوطنية...
برز بقوَّة في الدفاع عن حقوق الميزابيين، وفي قضية التجنيد الإجباري، وكان ضمن الوفد الذي أرسل لجمع التبرُّعات للرحلة إلى باريس للتفاوض مع السلطة العليا الفرنسية مباشرة حول هذه القضيَّة؛ ثمَّ كان أحد أبرز الأعضاء الذين توجَّهوا إلى باريس للقاء الحكومة الفرنسية، وذلك من 26 نوفمبر إلى 05 ديسمبر 1912م.
له مراسلات كثيرة في قضايا وطنية وميزابية مع شخصيات بارزة كسلطان زنجبار، والشيخ سليمان الباروني باشا، والشيخ أبي اليقظان، ومفدي زكرياء ...
وقد أقلق السلطات الفرنسية بنشاطه الوطني، فالتجأت يوم 06 ديسمبر 1920م إلى تفتيش منزله هو وأربعة من أصدقائه، إلاَّ أنها لم تجد شيئا، لأنه كان قد نقل كلَّ وثائقه السياسية بواسطة صديق له عن طريق السطح إلى بستان فدفنها فيه.
قال عنه الشيخ أبو اليقظان مادحا له ومحرِّضا فرنسا على اعتماده في المفاوضات: هو «زعيم وادي ميزاب، سياسي محنَّك، ماهر في حلِّ المشاكل المعقَّدة للأمم، يجب أن تعتمده فرنسا عن الأمَّة الميزابية في حلِّ المشكل الميزابي».

## وفاته
مات عن عمر يقارب المائة عامٍ في 1367هـ / 26 مارس 1948م.